# Bombenanschlag auf das Grand Hotel in Brighton
Am 12. Oktober 1984 führte die Provisional Irish Republican Army (IRA) durch ihr Mitglied Patrick Magee einen Bombenanschlag auf das Grand Hotel in Brighton aus. Ziel des Anschlags war es, die Premierministerin Margaret Thatcher und das britische Kabinett zu töten, die sich während des Parteitages der Konservativen Partei in diesem Hotel aufhielten.

## Anschlag

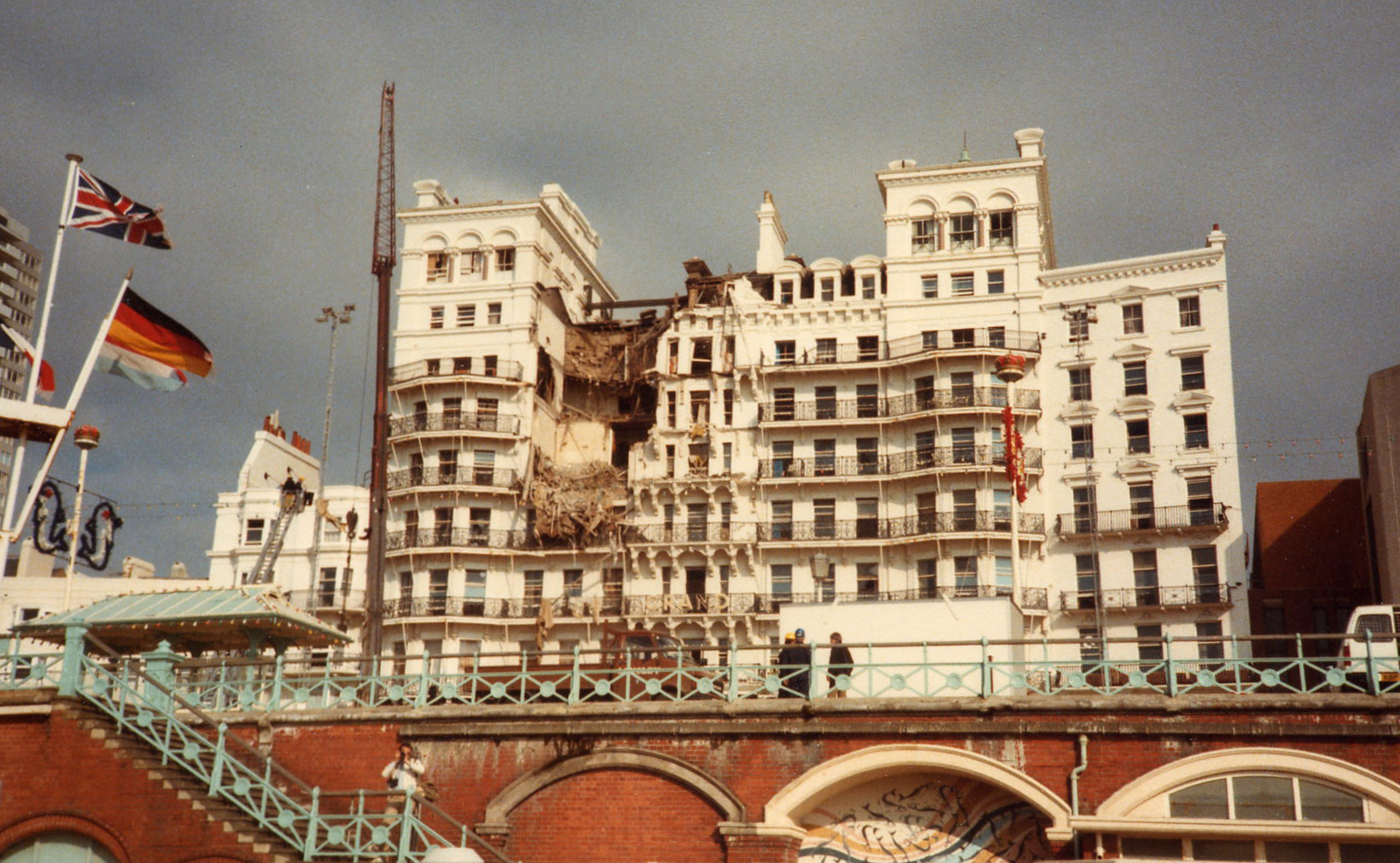
Schäden am Hotel nach dem Anschlag

Patrick Magee trug sich mit einem falschen Namen im Grand Hotel Brighton am Wochenende vom 14. bis 17. September 1984 ein, um den Anschlag zu planen. Er versteckte 24 Tage vor dem Attentat eine Bombe in seinem Bad, die er durch einen Zeitzünder, den er aus Komponenten eines Videorecorders zusammenbaute, zündete. Zur Anwendung kamen ungefähr 20 lb Sprenggelatine, dies entspricht etwa 9 kg.
Die Bombe explodierte am 12. Oktober um 02.54 Uhr, als Thatcher in ihrer Suite an ihrer Rede für den kommenden Tag  arbeitete. Ihr Bad wurde zerstört, der Wohnraum und das Schlafzimmer nicht. Deshalb blieben sie und ihr Mann Denis Thatcher unverletzt und sie verbrachten daraufhin den Rest der Nacht im Hauptquartier der Polizei von Sussex. Denis Thatcher kommentierte die Explosion mit den Worten: „Das war ein ganz schöner Bums. Unser Bad sieht aus, als wäre es durch die Mangel gedreht worden.“
Der linke Teil des Gebäudes brach zusammen bis in den Keller. Dass es nicht noch mehr Opfer gab, wurde von der Feuerwehr auf die stabile Bauweise des Gebäudes aus Viktorianischer Zeit zurückgeführt.
Vor dem Verlassen des Hotels gab sie dem Fernsehsender BBC noch ein Interview. Die Konferenz begann wie geplant um 8.00 Uhr, und später besuchte Margaret Thatcher die Verletzten im Hospital von Sussex. Thatchers so wörtliche Coolness angesichts des Anschlags brachte ihr eine große Zustimmung ein.
Beim Anschlag kamen fünf prominente Mitglieder der Conservative Party (CP) oder deren Angehörige ums Leben: Eric Taylor (54 Jahre alt), Vorsitzender der CP im Nordwestgebiet von Großbritannien; Anthony Berry (59 Jahre alt), Abgeordneter der CP für Enfield, Southgate; Anne Wakeham (45 Jahre alt), Frau des Fraktionsvorsitzenden der regierenden CP; Jeanne Shattock (52 Jahre alt), Frau des Vorsitzenden der CP des Westgebiets und Muriel McLean (54 Jahre alt), Frau des Vorsitzenden der Scottish Conservatives. Mehr als 30 Personen wurden verletzt, unter ihnen Norman Tebbit, der damalige Arbeitsminister und Minister für Handel und Industrie.
Thatcher sagte nach dem Anschlag zu Reportern: „Wir hatten großes Glück“. Das Bekennerschreiben der IRA enthielt, womöglich in Anspielung darauf, eine berühmt gewordene Warnung an Thatcher: „Heute hatten wir kein Glück. Aber denken Sie daran, wir müssen nur einmal Glück haben – Sie müssen immer Glück haben.“
Später am selben Tag hielt die Premierministerin wie geplant ihre Grundsatzrede vor den Delegierten.

### Reaktionen
Thatcher war eine kontroverse politische Figur. Zu der Zeit des Anschlags fanden die Vorbereitungen zum britischen Bergarbeiterstreik 1984/1985 statt. Der Musiker Morrissey, Frontmann der Band The Smiths, sagte kurz nach dem Anschlag, es tue ihm nur leid, dass Thatcher diesen heil überstanden habe. David Bret schrieb in seinem Buch Morrissey: Scandal & Passion, dass der Boulevardjournalismus voll von solchen Bemerkungen war. Ein Arbeiterverein in South Yorkshire wollte Geld sammeln, um den Attentätern einen zweiten Anschlag zu finanzieren 1986 feierte die englische Punkband Angelic Upstarts mit ihrer Single "Brighton Bomb" den Anschlag.
David Hughes, Journalist des Daily Telegraph, nannte den Anschlag das Ende der Unschuld in Großbritannien.

### Patrick Magee
Am nächsten Tag bekannte sich die IRA zu diesem Attentat. Der 35-jährige Patrick Magee, der sich als Roy Walsh ausgegeben hatte, wurde im September 1986 zu 35 Jahren Gefängnis verurteilt. Er kam nach 14 Jahren im Rahmen des Good Friday Agreement frei.
2000 gab Magee der The Sunday Business Post ein Interview. Die britische Regierung habe zu dieser Zeit kein Interesse daran gehabt, die Unruhen in Nordirland zu beenden und die IRA zu entkriminalisieren. Die Strategie der Regierung sei gewesen, die IRA als bloß Kriminelle darzustellen und den Nordirlandkonflikt innerhalb Nordirland einzudämmen.

As long as the war was kept in that context, they could sustain the years of attrition. But in the early 1980s we succeeded in destroying both strategies. The Irish hunger strike destroyed the notion of criminalisation and the Brighton bombing destroyed the notion of containment […] After Brighton, anything was possible and the British for the first time began to look very differently at us; even the IRA itself, I believe, began to fully accept the priority of the campaign in England.

„Solange der Krieg in diesem Zusammenhang weiterging, konnten sie den Abnutzungskrieg jahrelang weiterführen. Aber in den frühen 1980er Jahren schafften wir es, beide Strategien zu zerstören. Der irische Hungerstreik von 1981 zerstörte den Gedanken an die Kriminalisierung und die Bombe von Brighton zerstörte den Gedanken an Eindämmung. Nach Brighton war alles möglich und die Briten sahen uns zum ersten Mal mit anderen Augen; sogar die IRA selbst, glaube ich, begann zu akzeptieren, dass der Kampf in England Priorität habe“

Bezüglich der Bombenopfer sagte Magee: "I deeply regret that anybody had to lose their lives, but at the time did the Tory ruling class expect to remain immune from what their frontline troops were doing to us?" (Ich bedaure zutiefst, dass Menschen ihr Leben verlieren mussten, aber hat die herrschende Klasse der Torys damals wirklich erwartet, dass sie vor dem, was ihre Fronttruppen uns antun, immun bleiben würde?)
Als der ehemalige Minister Norman Tebbit, dessen Ehefrau seit dem Anschlag querschnittsgelähmt ist, im Jahr 2007 zu einem Zusammentreffen von Personen im Radio eingeladen wurde, die an den Ereignissen dieses Tages beteiligt waren, darunter auch Magee, antwortete er: „Das einzige Zusammentreffen, an dem ich gerne teilnehmen würde, wäre das, bei dem Magee mit einer Bombe zusammentrifft.“

## Im Film
Im Spielfilm Die Eiserne Lady (2011) über Thatchers Leben wird das Attentat thematisiert.

## Belege
1. 1 2  Gareth Parry: Patrick Magee convicted of IRA terrorist attack |  Special reports. In: theguardian.com. 12. Oktober 1984, abgerufen am 5. Februar 2024 (englisch).
2. ↑  Clarke, Liam: IRA mole warned police about Brighton bomb, Sunday Times, 15. Dezember 1996
3. ↑  Schöner Bums. In: Der Spiegel. 14. Mai 1989, ISSN 2195-1349 (spiegel.de [abgerufen am 11. September 2024]).
4. ↑  1984: Tory Cabinet in Brighton bomb blast in bbc.co.uk
5. ↑  Campbell,Margaret Thatcher. The Iron Lady (Jonathan Cape, 2003), S. 432.
6. ↑  1984: Tory Cabinet in Brighton bomb blast bei BBC (Abgerufen am 8. Januar 2012).
7. ↑  The deadly hotel bombing that Margaret Thatcher survived in 1984. In: CBC Archives. 12. Oktober 2019, abgerufen am 12. September 2024 (englisch).
8. ↑  Bret, David. Morrissey: Scandal & Passion. Franz Steiner Verlag, 2004. S. 111
9. ↑  Bucklet, Peter. The Rough Guide to Rock. Rough Guides, 2003. S. 31
10. ↑  "Brighton Bomb was a turning point - Magee". An Phoblacht, 31. August 2000.
11. ↑  Catherine Mayer: How the Brighton Bombing 30 Years Ago Portended Peace. 10. Oktober 2014, abgerufen am 12. September 2024 (englisch).

Koordinaten: 50° 49′ 17″ N, 0° 8′ 50″ W